# 기독간호대학교
기독간호대학교(基督看護大學校, Christian College of Nursing)는 광주광역시 남구에 있는 사립 전문대학이다.

## 연혁
1996년 11월 25일, 학교법인 호남기독학원(학교법인 전라기독학원)이 광주기독병원과 협력하여 수피아간호학교를 광주광역시 남구 양림동 일대(현 호남신학대학교 인근)에 설립한 것이 시작이다. 이듬해 3월 21일 개교하였다. 1973년 3월 1일, 법률 개정에 따라 전문학교로 명칭이 변경됨에 따라 수피아간호전문학교로 교명을 변경한다.
1977년 1월 30일, 현재의 교사로 이전하였고, 1978년 12월 28일, 전문학교 개편 정책에 따라 전문대학으로 개편하여 기독병원간호전문대학으로 교명을 변경한다. 1989년 9월 8일, 운영 법인이 현재의 학교법인 광주기독병원교육재단으로 변경되었다. 이어 전문대학 명칭 규제에 따라 1998년 5월 기독간호대학으로, 2012년 3월 기독간호대학교로 교명을 변경하여 현재에 이르고 있다.

## 교육편제
기독간호대학교는 간호계열 특성화 대학으로, 간호학과 단일 편제다.

## 캠퍼스 풍경
기독간호대학교는 광주광역시 소재 사립 전문대학으로, 양림동에 캠퍼스가 소재하며 약 2동의 건축물이 위치한다. 캠퍼스 북부 백서로 등을 통해 접근이 가능하다.

## 같이 보기
- 오웬기념각 - 광주광역시 유형문화재 제26호